# Richard Avenarius
Richard Heinrich Ludwig Avenarius (ur. 19 listopada 1843 w Paryżu, zm. 18 sierpnia 1896 w Zurychu) – niemiecki filozof, twórca radykalnie pozytywistycznego kierunku filozoficznego zwanego empiriokrytycyzmem lub „drugim pozytywizmem”.

## Życie i twórczość
Drugi syn niemieckiego wydawcy Eduarda Avenariusa i Cecile Wagner, najmłodszej siostry Richarda Wagnera, który był jego ojcem chrzestnym. Brat niemieckiego pisarza i poety Ferdinanda Avenariusa.
Studiował na Uniwersytecie w Zurychu, Berlinie i na Uniwersytecie w Lipsku. Na uniwersytecie w Lipsku uzyskał doktorat z filozofii w 1868, habilitował się w 1876 i wykładał tam jako privatdozent. Od 1877 profesor filozofii w Zurychu. Jego pisma, szczególnie Kritik der reinen Erfahrung, są znane z wielkiej trudności.
Postulował filozofię naukową, która miała polegać na czystych opisach opartych na doświadczeniu, a wolnych od interpretujących koncepcji takich jak zarówno metafizyka, jak i materializm. – Należy opierać się na „czystym doświadczeniu”, odrzucając metafizyczne pojęcia takie jak: „absolut”, „jaźń”, także „atom”, „substancja”, „przyczyna”. Jego krytyka materialistycznych twierdzeń Karla Vogta znalazła oddźwięk w ostrej (choć rzadko dobrze ocenianej merytorycznie) krytyce, jakiej poglądy jego i całego empiriokrytycyzmu poddał Lenin w dziele Materializm a empiriokrytycyzm, gdzie głównym zarzutem jest zarzut idealizmu.
Także jego znane stwierdzenie, że rozróżnianie pomiędzy rzeczami istniejącymi na zewnątrz umysłu i obrazów w czyimś umyśle stanowi błąd „introjekcji” może przyczynić się do oskarżeń o idealizm. W istocie jednak jest to forma epistemologicznego monizmu, odrzucenie dualizmu percepcji i świata sprowadzonych do kategorii właśnie czystego doświadczenia, co – także poprzez wprowadzenie tzw. praw kojarzenia myślenia – przypomina filozofię Davida Hume’a. W duchu krytyki pojęć wychodzących poza doświadczenie naukę określa nie jako opis „czystego doświadczenia”, ale ekonomiczny opis faktów.
Wywarł znaczny wpływ na filozofię Ernsta Macha i Bera Borochova, a także Williama Jamesa.

## Wybrane dzieła
Kritik der reinen Erfahrung (1889-1890), 2 tomy
zob. https://d-nb.info/gnd/116389311 – lista z Die Deutsche Bibliothek.

## Przekłady na polski
- 1902: W sprawie filozofji naukowej,
- 1907: O przedmiocie psychologji,
- 1969: Ludzkie pojęcie świata,